# 在アメリカ合衆国カナダ大使館
在アメリカ合衆国カナダ大使館（ざいアメリカがっしゅうこくカナダたいしかん、英語: Embassy of Canada, Washington, D.C.）は、アメリカにおけるカナダ外交代表部の中心である。大使館はホワイトハウスと連邦議会議事堂を結ぶペンシルバニア通りの中間に位置する。この大使館はまた隣接するバージニア州、ウェストバージニア州、メリーランド州の領事業務も担当している。

## 歴史
カナダ代表部がワシントンD.C.に開設されたのは1927年のことである。この時に公館として利用されたのは、タイタニック号事故で亡くなったクラレンス・ムーアが1907年に建てた建物だった。カナダ政府はこの建物を37万5000ドルで購入し、内装に10万ドルをかけた。1931年まではカナダの政府代表はイギリスによって監督されていた。1943年になると代表部は大使館に格上げされ、レイトン・マッカーシーが最初の駐米大使に就任した。

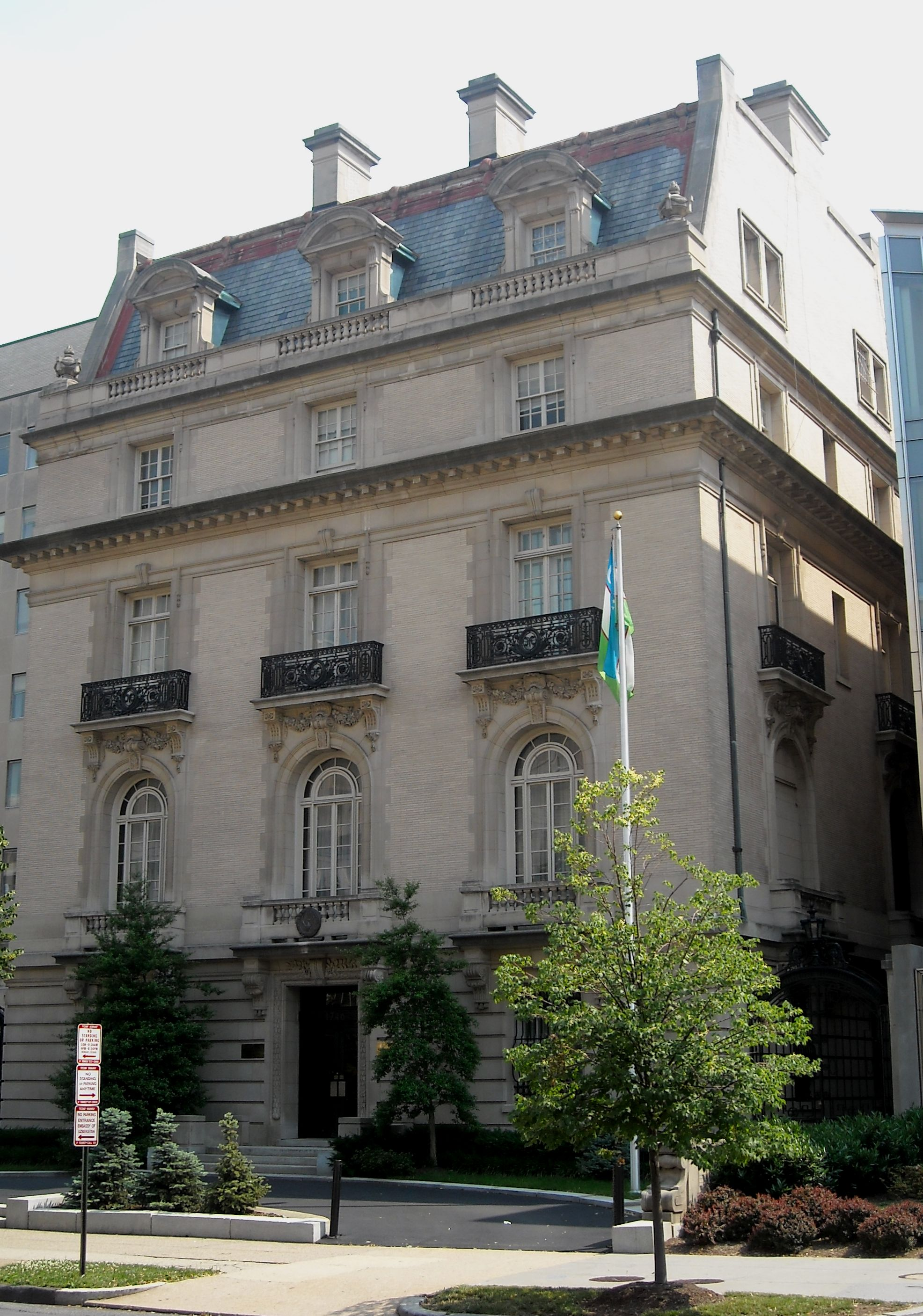
クラレンス・ムーア・ハウス（現・在米ウズベキスタン大使館）

1927年から46年まではこのクラレンス・ムーア・ハウスが公館施設と公使公邸(のちには大使公邸)として利用された。1946年に大使公邸がロッククリーク・ドライブ2825番地に新設されたため、元の施設は大使館機能に限定された。1959年にエリザベス2世がアメリカを公式訪問したときには、クラレンス・ムーア・ハウスがアイゼンハワー大統領を招いた答礼晩餐会の会場として使われた。
その後、大使館機能が拡大するにつれ、代表部のオフィスは市内各地に散らばるようになった。そこで政府はアメリカの首都における新しい拠点を求めるようになった。ちょうど同じころ、ペンシルバニア通り開発公社もまたこの通りの再活性化を目論んでいた。こうしたカナダ政府は1978年にペンシルバニア通り沿いの敷地を500万ドルで購入した。そこは以前、フォードの販売代理店と公立図書館があった場所である。現在までのところ、カナダ大使館は連邦議会議事堂にもっとも近い場所にある外国公館である。
新大使館は1989年5月にブライアン・マルルーニー首相によって正式に開館された。この建物には135人の外交官と150人の現地採用スタッフが働いている。
なお、最初のカナダ公使館であったクラレンス・ムーア・ハウスは、1993年以来ウズベキスタン大使館として利用されている。

## 建築
新しい大使館はブリティッシュコロンビア州出身の建築家アーサー・エリクソンによって設計された。設計者の選任については、エリクソンの友人であったピエール・トルドー首相による抜擢だったため議論をよぶところもあったが、実際にできあがった建築は高く評価されている。エリクソンはこの建築において、オープンスペースを広くとり、緑と水を活かしている。それらは彼がカナダの精神を表現するとみなす要素である。
大使館の入り口にはビル・リードによる『ハイダ・グワイの精神』という大きな彫刻が展示されている。大使館の建物の南西角には「諸州のロタンダ」という12本の列柱によって支えられたドーム屋根を頂く空間がある。これら12本の柱は、1989年時点でカナダ連邦を構成している10の州と2つの準州を表している。1999年にノースウエスト準州から分離されたヌナブト準州はロビーにおかれたイヌクシュクによって象徴されている。またロタンダをめぐる落水は、カナダ・アメリカ国境にあるナイアガラの滝を表している。
大使公邸は市内ノース・ウェスト区にある大使館通り近くのロッククリーク・ドライブにある。レンガ造りの巨大な館と広大な庭をもつこの大使公邸に最初に住んだのはレスター・B・ピアソン (のちの首相)だった。カナダ大使館はこの他にもいくつかの施設を所有している。

## 在米カナダ総領事館・領事館
カナダ大使はまたアメリカの12の地域にある総領事館と3つの領事館についても責任をおう。
- アトランタ総領事館
- ボストン総領事館
- シカゴ総領事館
- ダラス総領事館
- デンバー総領事館
- デトロイト総領事館
- ロスアンジェルス総領事館
- マイアミ総領事館
- ミネアポリス総領事館
- ニューヨーク市総領事館
- サンフランシスコ/シリコンバレー総領事館
- シアトル総領事館
- ヒューストン領事館
- パロアルト領事館
- サンディエゴ領事館

## ギャラリー

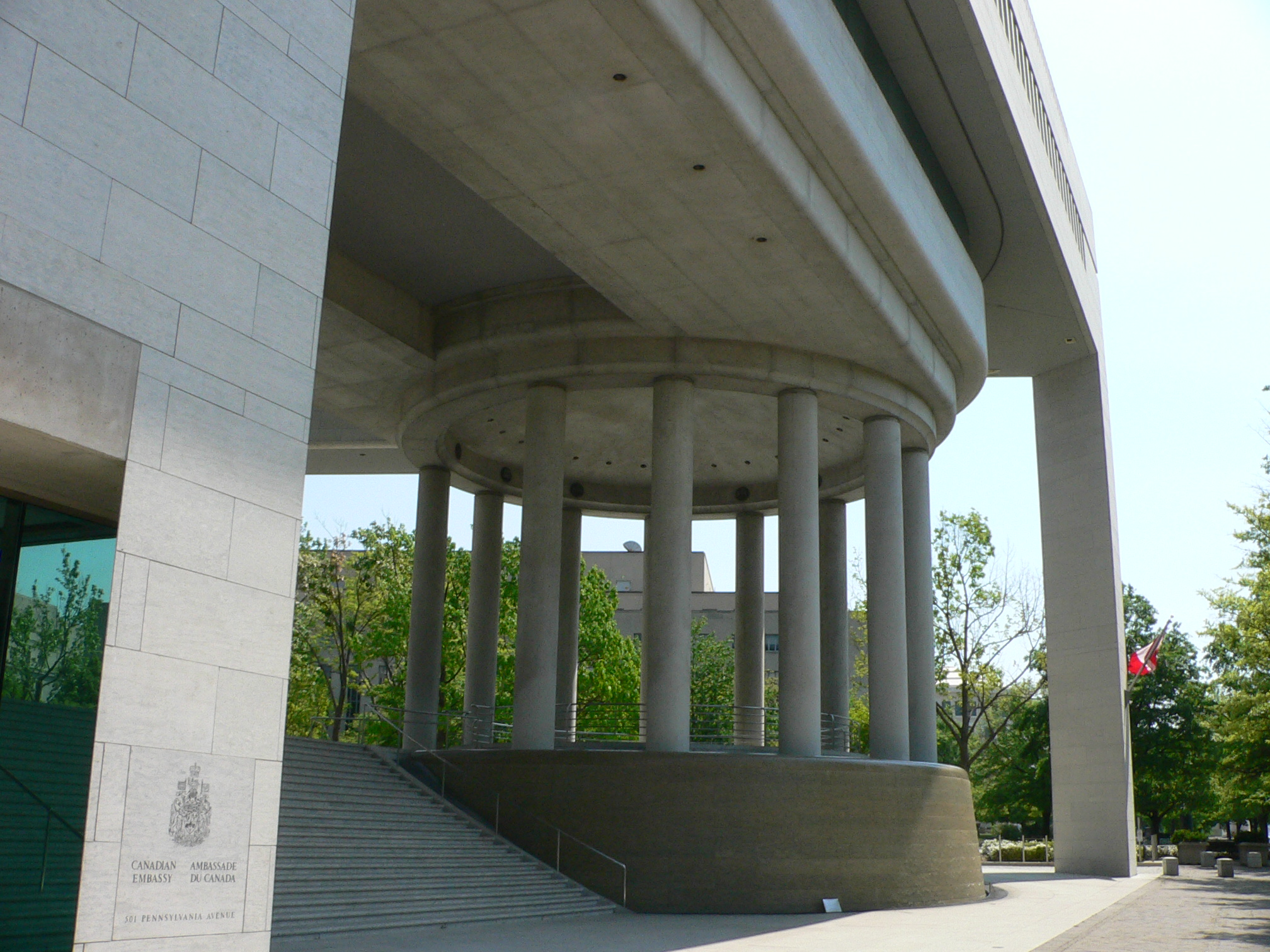
諸州のロタンダ、在米カナダ大使館正面
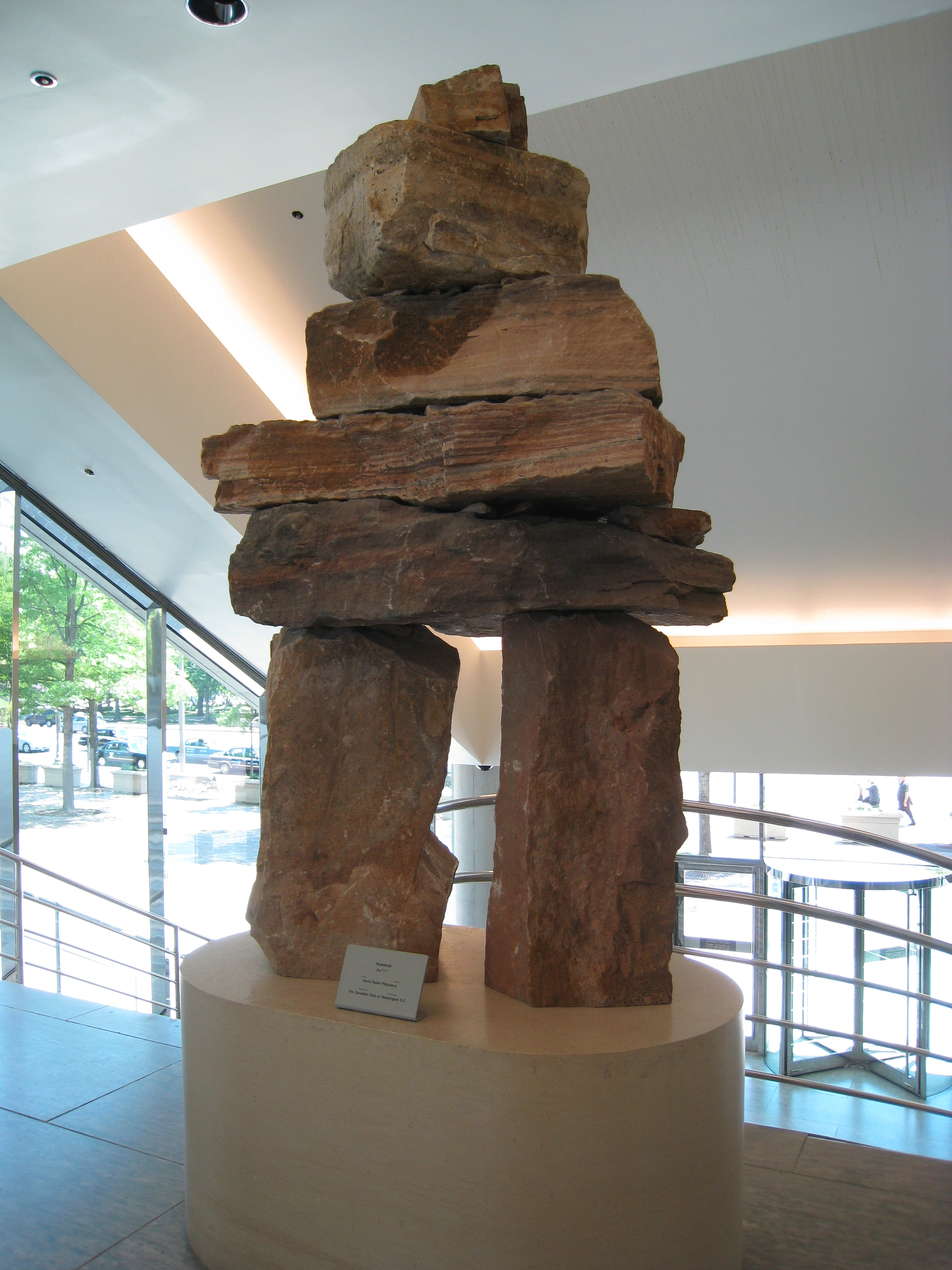
イヌクシュク、在米カナダ大使館ロビー
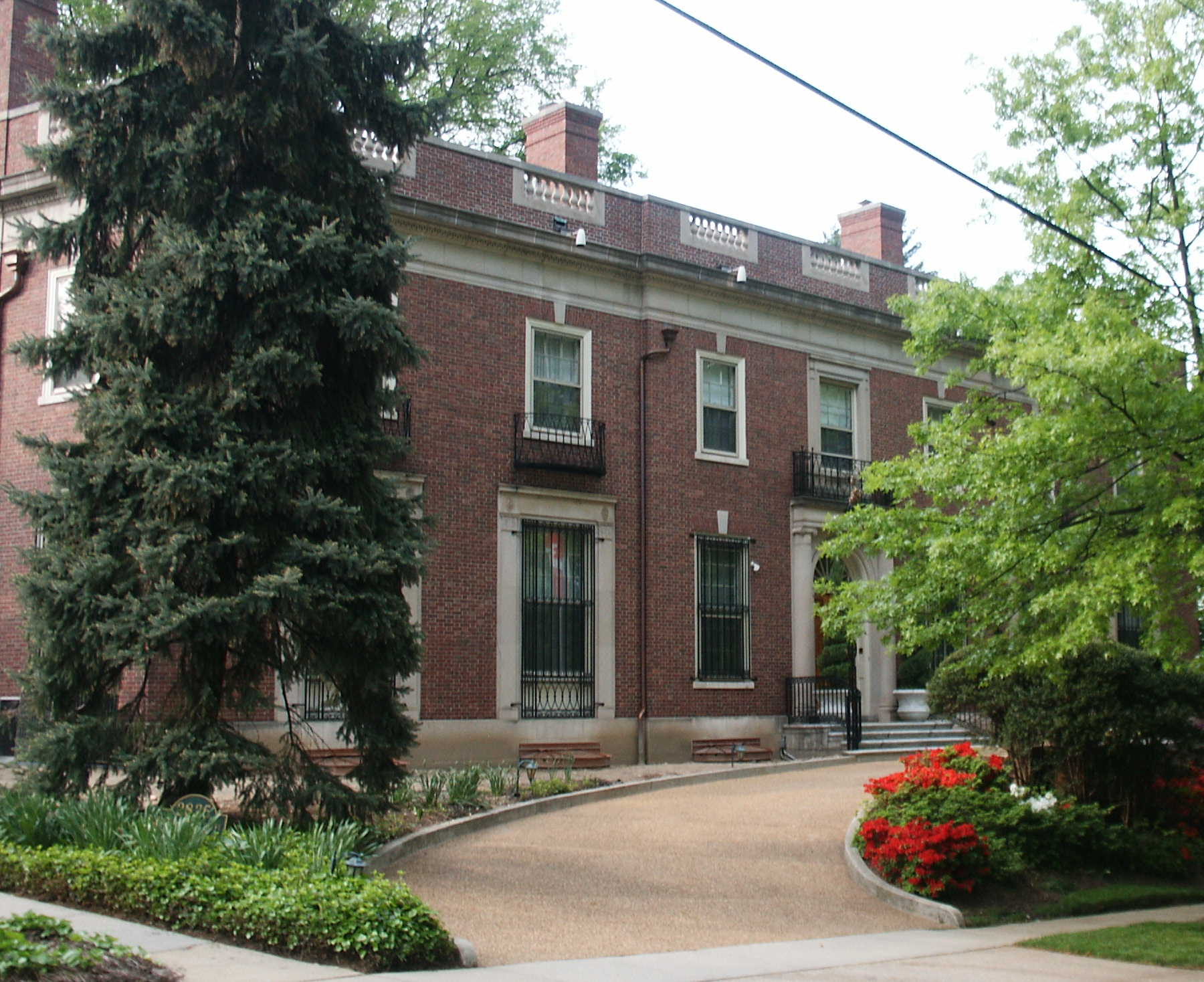
在米カナダ大使公邸
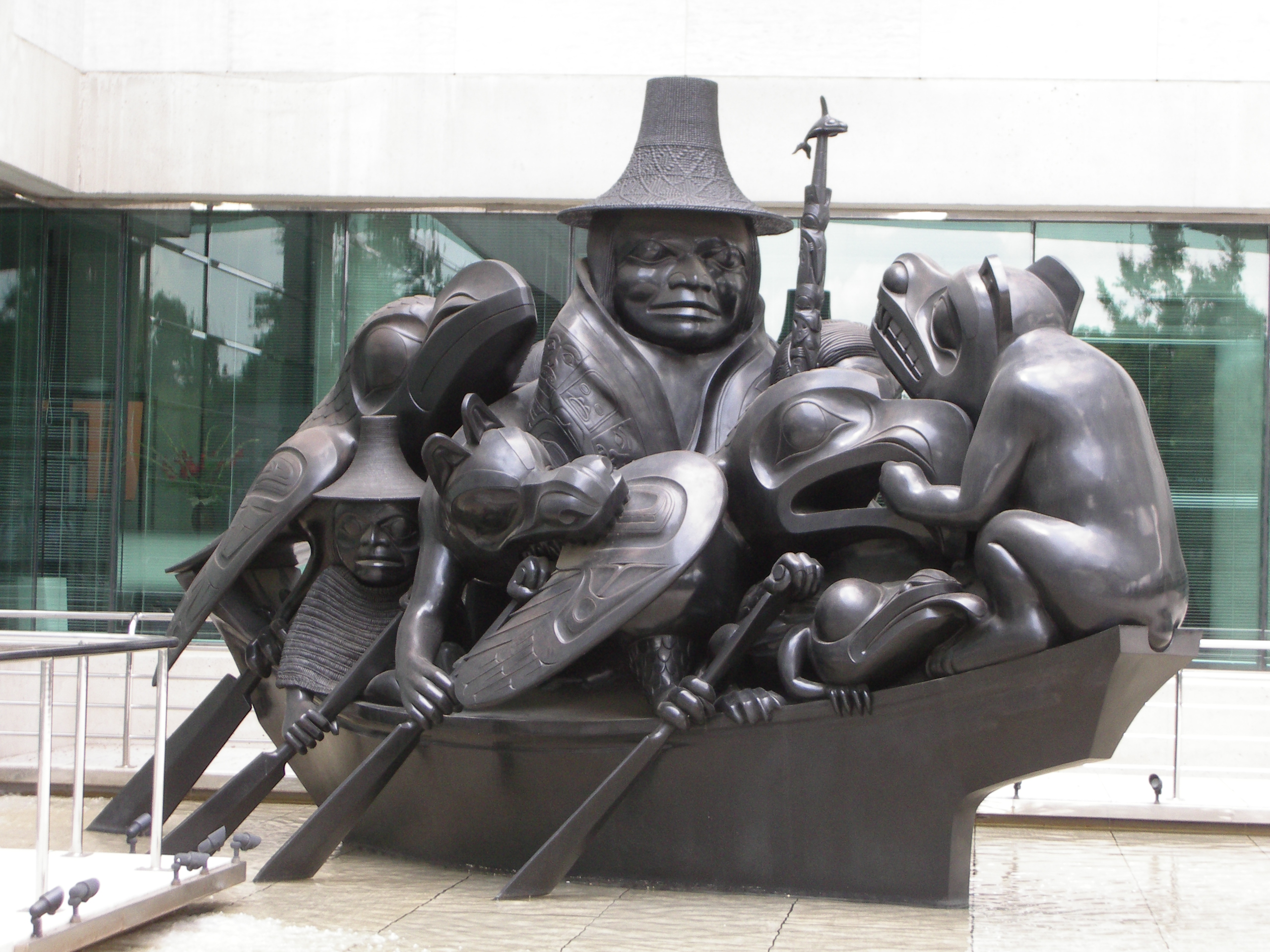
ビル・リード作『ハイダ・グワイの精神』、在米カナダ大使館玄関前